# Primorial

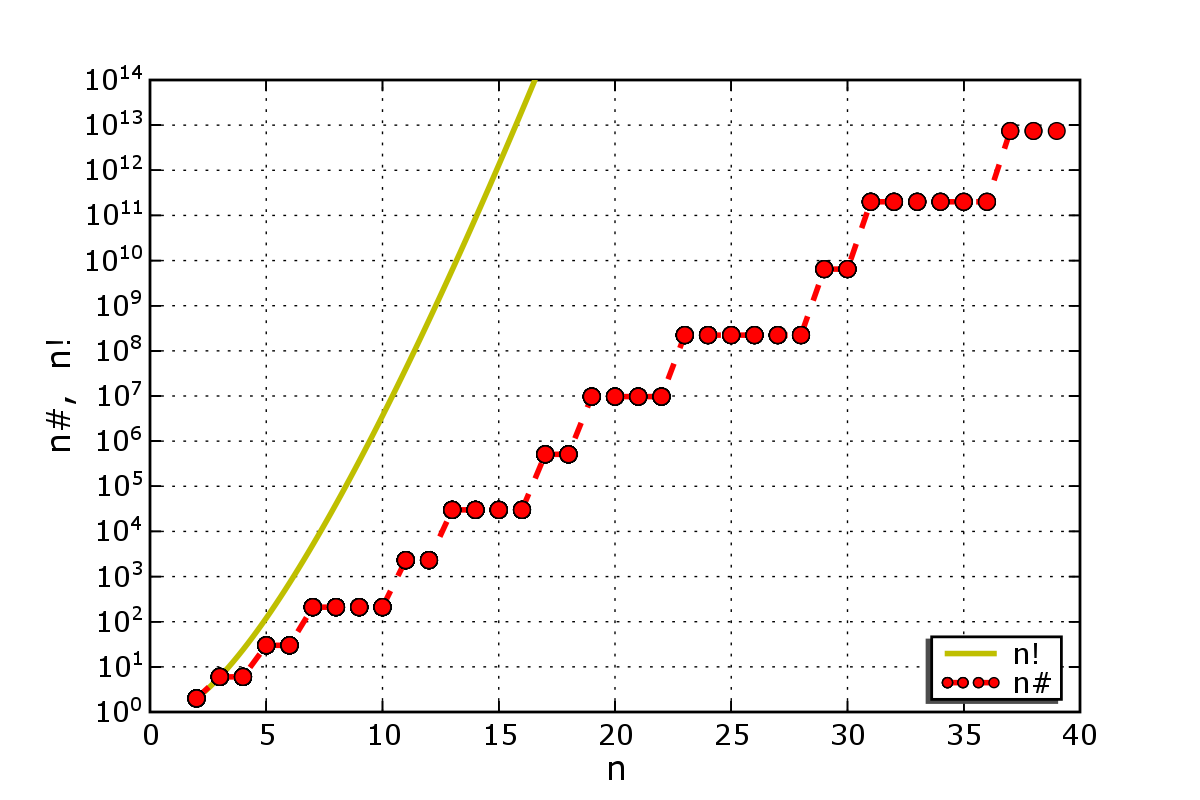
Logaritmisk graf för den snabbt växande primorialen n# som en funktion av n (röda punkter). Som jämförelse visas logaritmen av den ännu snabbare växande fakulteten n! (gul kurva).

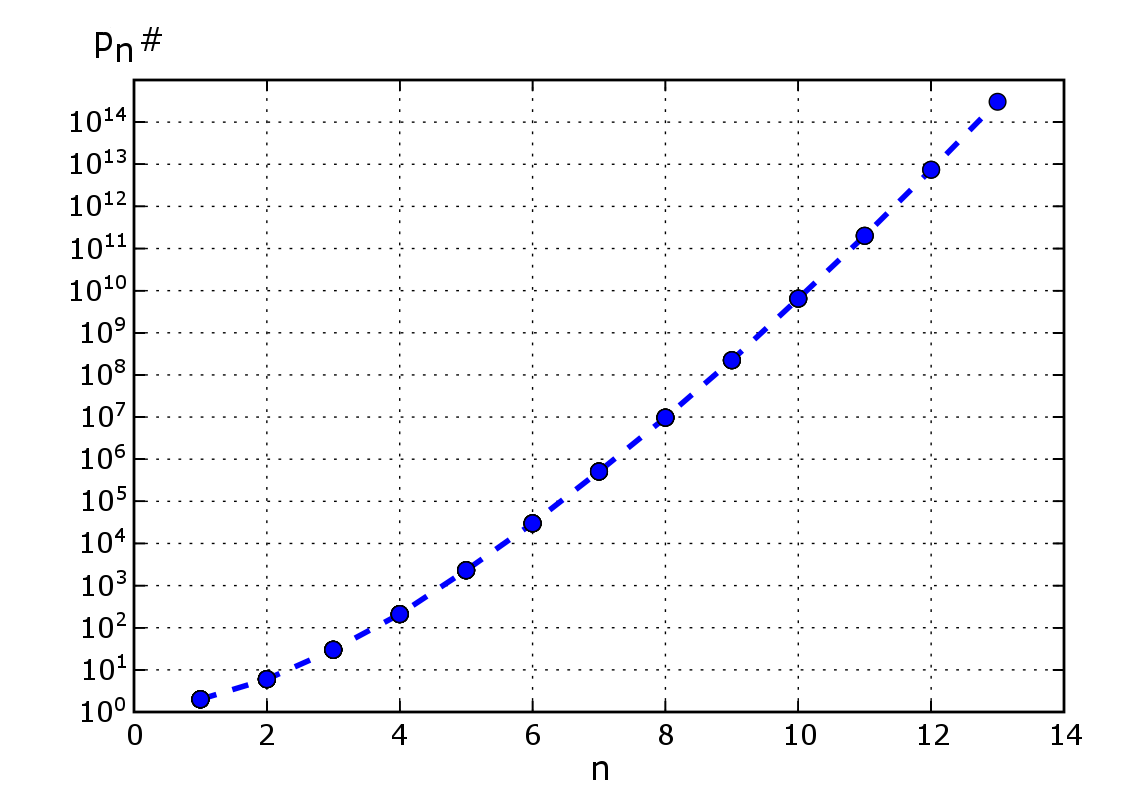
Logaritmisk graf för primorialen p_{n}# som en funktion av det n:e primtalet.

Primorialen eller primfakulteten (för detta verk lånat direkt från engelska primorial; etablerad svensk term saknas) är en matematisk funktion som ger produkten av alla primtal (tal som inte är delbara med något tal förutom 1 och sig själva: 2, 3, 5, 7, 11, ...) upp till ett visst tal. Exempelvis är primorialen av 7 lika med 2 · 3 · 5 · 7 = 210. Funktionen definieras analogt med fakulteten n!, produkten 1 · 2 · 3 · ... · n av alla de första n positiva heltalen.

## Definition
Primorialen betecknas ibland n#, och definieras som produkten av alla primtal som är mindre än eller lika med n. Om pj betecknar det j:e primtalet är alltså
{\displaystyle p_{j}\#=\prod _{i=1}^{j}p_{i},}
medan för ett godtyckligt positivt heltal n
{\displaystyle n\#=\prod _{i=1}^{\pi (n)}p_{i},}
där π(n) betecknar primtalsfunktionen som ger antalet primtal mindre än eller lika med n.
För primtalen p = 2, 3, 5, ... antar p# värdena (talföljd A002110 i OEIS)
2, 6, 30, 210, 2310, 30030, 510510, 9699690, ...
som på engelska kallas primorial numbers (primorialtal). För heltalen n = 2, 3, 4, ... är n# lika med (talföljd A034386 i OEIS)
2, 6, 6, 30, 30, 210, 210, 210, 210, ...
där talen upprepas beroende på avstånden mellan primtalen. Talet 1 är inte ett primtal, men 1# kan definieras att vara lika med 1 eftersom produkten av inga primtal alls är den tomma produkten, med värdet 1.

## Användning vid sökande efter primtal
Euklides utnyttjade primorialen i sitt berömda bevis för att antalet primtal är oändligt. Han gjorde antagandet att det finns ett största primtal pN och betraktade därefter primorialen pN#, varvid han kunde konstatera att pN#+1 antingen är ett primtal eller innehåller en primtalsfaktor som inte ingår i produkten, vilket leder till en motsägelse. Med detta som bakgrund kallas talen pn#+1 ibland Euclid numbers (euklidestal) och betecknas En.
Mer allmänt kallas primtal på formen n# ± 1 på engelska primorial primes (primorial-primtal), analogt med fakultetsprimtalen, primtal på formen n! ± 1. Primorial-primtalen på formen pn#−1 är (talföljd A057705 i OEIS)
5, 29, 2309, 30029, 304250263527209, ...
vilka fås då n = 2, 3, 5, 6, 13, 24, 66, ... (talföljd A057704 i OEIS). Primorial-primtalen på formen pn#+1 är (talföljd A018239 i OEIS)
2, 3, 7, 31, 211, 2311, 200560490131, ...
och fås då n = 1, 2, 3, 4, 5, 11, 75, ... (talföljd A014545 i OEIS). Det största kända primorial-primtalet är 392113#+1 med 169 966 siffror.

## Gränsvärden
Följande gränsvärde av det n:e primtalet och den n:e primorialen ger den fundamentala matematiska konstanten e ≈ 2,71828:
{\displaystyle \mathrm {e} =\lim _{n\to \infty }(p_{n}\#)^{1/p_{n}}.}
Summan av primorialtalens reciproker,
{\displaystyle \sum _{i=1}^{\infty }{\frac {1}{p_{i}\#}}={\frac {1}{2}}+{\frac {1}{6}}+{\frac {1}{30}}+\dots ,}
konvergerar till en konstant med värdet (talföljd A064648 i OEIS)
0,70523 01717 91800 96514 74316...
Riemanns zetafunktion för positiva heltal större än 1 med hjälp av primorialen och Jordans funktion J_k(n):
{\displaystyle \zeta (k)={\frac {2^{k}}{2^{k}-1}}+\sum _{r=2}^{\infty }{\frac {(p_{r-1}\#)^{k}}{J_{k}(p_{r}\#)}},\quad k=2,3,\dots }